# 샹슝
샹슝(象雄, ཞང་ཞུང་), 샹슝 왕국 혹은 샹슝 문화는 고대 티베트의 서부에서 북서부에 걸쳐 존재했던 문명이며, 티베트에 불교가 전래되기 이전인 기원전부터 643년까지 티베트 고대 종교인 뵌교(Bön, བོན་)의 무대였던 곳이다.
고대 티베트의 역사서에 고대 티베트 중서부의 패자로 자주 언급되고 있지만, 최근 나취 지구에서 샹슝 유적지가 발견되기 전까지 고고학적 근거를 찾지 못했었다.
수도는 큥룽(琼隆)지방에 위치한 큥룽은성(琼隆銀城, ཁྱུང་ལུང་དངུལ་མཁར།)이었다.

## 역사

### 멸망
샹슝 왕국의 마지막 국왕 리미캬(李彌夏, Ligmikya)는 티베트 왕조의 왕 송첸캄포에 의해 암살된다. 송첸캄포는 명재상인 가르통첸의 계략에 따라, 빼어난 미모의 여동생인 사드마카(Sadmakar)를 샹슝으로 보내 혼인을 시키는데, 사드마카는 리미캬를 송첸캄포가 매복시킨 복병이 있는 곳으로 인도하여 암살한다. 결국 샹슝왕국은 643년 티베트 왕조에 병합되었다.

### 부흥 운동
티베트 왕조에 병합된 샹슝은 송첸캄포에 이어 즉위한 망송망첸이 677년 사망하자 독립을 시도한다. 하지만 가르통첸의 다섯 아들들에 의해 진압된다.

## 같이 보기
- 티베트의 역사
- 아리 지구
- 샴발라
- 구게 왕국